# باغستان (ارومیه)
باغستان، روستایی با مردمان ترک آذربایجانی  بخش نازلو و در شهرستان ارومیه استان آذربایجان غربی ایران.

## جمعیت
این روستا در دهستان نازلوی شمالی قرار داشته و بر اساس سرشماری سال ۱۳۸۵ جمعیّت آن ۳۰۹ نفر (۸۲ خانوار)
بوده‌است.